# 이건영 (화가)
이건영(李建英, 1922년 ~ ?)은 한국의 동양화가이다.

## 생애
유명한 한국화가 이상범의 아들이다. 이상범이 자택에 설립한 개인 화실이자 미술 교육 기관인 청전화숙(靑田畵塾)에서 동양화를 공부했다.
일제강점기 말기에는 20대 초반의 젊은 나이였으나, 1944년 호전적인 관제 전시회인 결전미술전 일본화부에 〈전차대〉를 출품하고, 1945년 어린이 잡지 《소국민》에 비행장에서 폭격을 준비하는 일본 공군을 묘사한 친일 삽화 〈출격을 앞두고〉를 기고하는 등 친일 행적이 있다.
국방헌금 모금을 위한 조선남화연맹전과 반도총후미술전람회에도 작품을 출품했고, 국민총력조선연맹이 조직한 증산총력위문대에 선발되어 활동하여, 2008년 민족문제연구소가 선정한 친일인명사전 수록예정자 명단 미술 부문에 아버지 이상범과 함께 포함되었다.
광복 후 조선미술건설본부에 참가했고, 박응창의 인천미술인동인회 결성에도 참여하는 등 활발히 활동하다가, 한국 전쟁 중 월북했다.
조선민주주의인민공화국에서 창작한 작품으로는 〈서두수강의 봄〉(1955), 〈수호리 관개공사〉(1956), 〈남포제련소〉(1956), 〈고마워라 우리 주권〉(1957), 〈꽃봉오리〉(1958), 〈대극장 면막 원화〉(1960) 등이 있으나, 1960년 이후 활동 내역이 알려져 있지 않다.

## 같이 보기
- 이상범

## 참고자료
- 최열 (2004년 9월 20일). “청산해야할 역사적 기억 - 친일미술 새로 보기/ 친일미술의 시대적 변천”. 컬처뉴스.
- 조은정 (2004년 11월 26일). “청산해야할 역사적 기억 - 친일미술 새로 보기/ 수묵채색의 친일미술인”. 컬처뉴스.